# Jozef Barmoš
Jozef Barmoš (Surany, Checoslovaquia; 28 de agosto de 1954) es un exfutbolista y entrenador eslovaco que jugaba en la posición de defensa.

## Carrera

### Club
Inició su carrera con el Inter de Bratislava en 1970 donde ganó la Copa Intertoto en dos ocasiones y permaneció ahí hasta 1978 cuando pasó al FK Dukla Praga, aunque volvería al equipo tras una temporada, en una etapa de seis temporadas. En su segunda etapa ganó la copa nacional en la temporada 1983/84, retirándose un año después.

### Selección nacional
Jugó para Checoslovaquia de 1976 a 1982 participando en 52 partidos, formó parte de la selección que ganó la Eurocopa 1976 y en el tercer lugar en la edición de 1980. También formó parte de la selección nacional que participa en el mundial de España 1982 donde anota un autogol en la derrota ante Inglaterra en la fase de grupos.

### Entrenador
Fue asistente de Eslovaquia en 1995 y dos años después dirige a selección olímpica hasta 1998. En 1999 es el entrenador de su primer club, el MSK Zilina, equipo con el que logra el título nacional en la temporada 2001/02. En 2004 dirige al Inter de Bratislava, la primera de dos etapas al mando del club, así como a la selección nacional sub-20 y olímpica por segunda ocasión.

## Logros

### Jugador

#### Torneos nacionales
- Copa de Checoslovaquia: 1

1983-1984

#### Torneos internacionales
- Copa Intertoto: 2

1976, 1977

#### Selección nacional
- Eurocopa de fútbol: 1

1976

### Entrenador

#### Torneos nacionales
- Superliga de Eslovaquia: 1

2001-2002